# Vrhovo pri Mirni Peči
Vrhovo pri Mirni Peči este o localitate din comuna Mirna Peč, Slovenia, cu o populație de 77 de locuitori.